# Empresa Municipal de Desenvolvimento de Campinas
A Empresa Municipal de Desenvolvimento de Campinas - Emdec é uma empresa de caráter misto, responsável pela gestão de trânsito e transportes na cidade de Campinas. A Emdec responde pelo planejamento da circulação, gerenciamento do transporte coletivo municipal e de outras modalidades de interesse público, como táxi, transporte escolar e ônibus fretados. No trânsito, atua na engenharia de tráfego, sinalização, fiscalização e em autorizações de circulação e estacionamento, além de realizar programas de educação para a mobilidade. 

## História

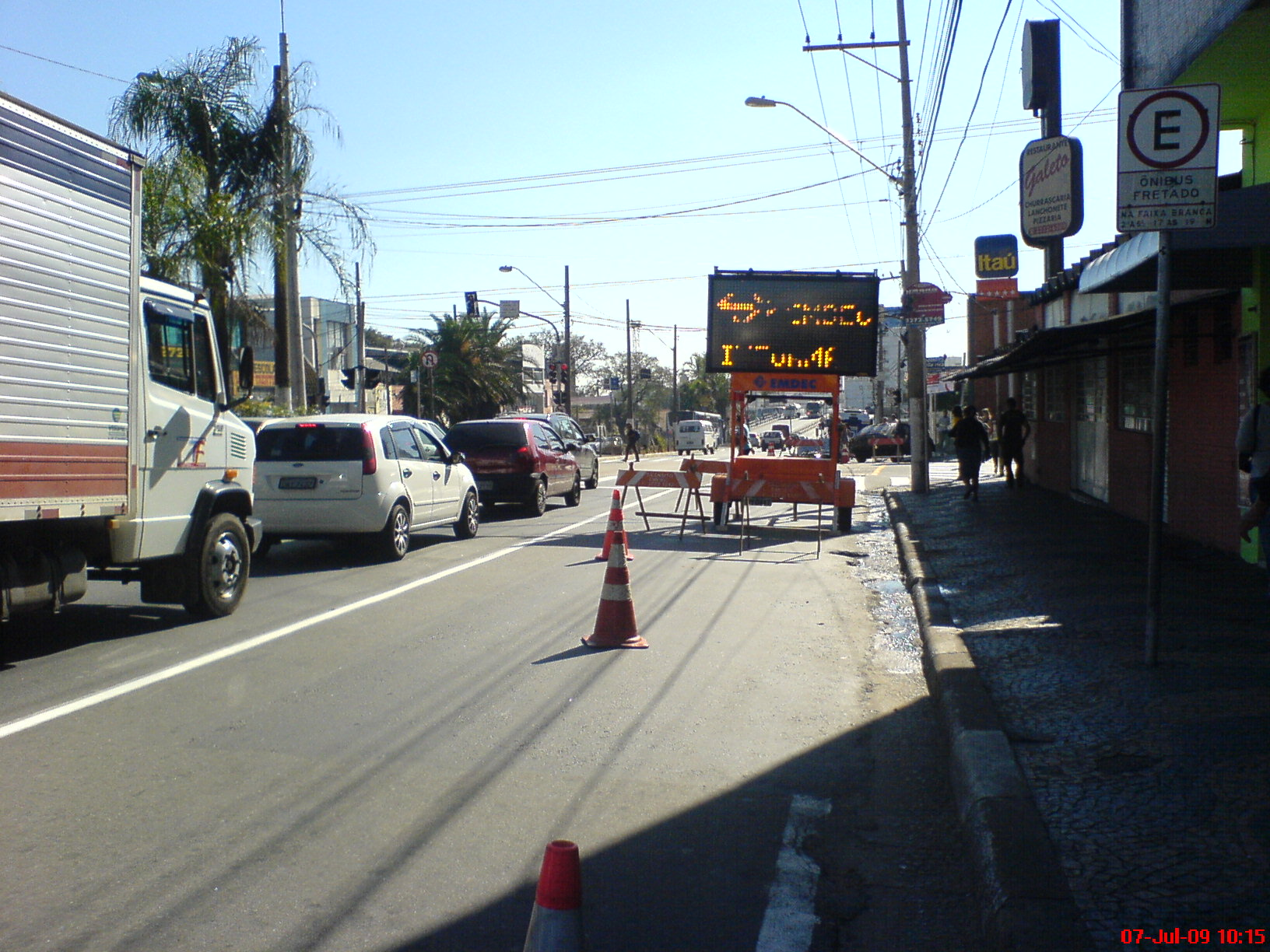
A Emdec é responsável pela administração do trânsito na cidade de Campinas.

A Lei Municipal nº 4.092, insituido em 11 de janeiro de 1972, foi quem transformou o antigo Escritório Municipal de Planejamento em Empresa Municipal de Desenvolvimento de Campinas (Emdec), instituindo então o Plano Comunitário Municipal e atribuindo à empresa a competência para executá-lo. A Emdec tinha funções diferentes das atuais, como executar serviços de imprensa oficial do município e promover o planejamento socioeconômico, físico-territorial e administrativo da cidade.
Em 07 de janeiro de 1980 foi instituído procedimento de liquidação e extinção da empresa através do decreto nº 6.294, aprovado em assembléia geral extraordinária. O processo de liquidação foi iniciado, mas acabou revogado pelo Decreto nº 9.987, de 16/11/1989, após assembléia geral extraordinária que decidiu pelo fim da liquidação. A partir daí a empresa passou a ter como atribuições "executar, direta ou indiretamente, os serviços pertinentes ao gerenciamento e operação do transporte urbano do município e do trânsito".
No ano 1990 a Emdec foi recriada durante o governo Jacó Bittar, na época uma tentativa de minicipalizar o transporte público de Campinas. Com a saída da empresa responsável por atender a região do Campo Grande, a prefeitura municipal direcionou a operação para a Emdec,  porém a operação foi extinta em 1993 e as linhas foram repassadas para à Viação Santa Catarina. Ainda em 1993, foi realizada a edição da Lei nº 7.721 e a Emdec passou então a executar os serviços da Secretaria Municipal de Transportes (Setransp).
Desde 1995 a Emdec deixou de existir como empresa e passou apenas a gerenciar o sistema. Desde então o sistema de transporte público da cidade de Campinas passou por diversos declínios, sendo que somente a partir de 2005 a frota de ônibus da cidade começou a ser renovada totalmente.

## Controvérsias
Em 2018 a Emdec foi protagonista de algumas polêmica envolvendo o dinheiro arrecadado com multas. Um projeto de lei na Câmara Municipal de Campinas exigia que a companhia de trânsito divulgasse mensalmente onde estava aplicando o dinheiro das multas para que a população também pudesse ter acesso às informações, porém o projeto de lei foi rejeitado pelos próprios vereadores da cidade. O caso acabou parando na Justiça e, no fim, a Emdec foi obrigada a divulgar os dados no Portal de Transparência.
No mesmo ano Carlos José Barreiro, então secretário de transportes de Campinas, admitiu ao Ministério Público ter aplicado em torno de 90 multas desde 2013. O secretário entendia que tinha legitimidade para realizar tais ações, porém o Ministério Público propôs ação civil pública à Justiça para pedir a condenação do secretário, além da anulação de todas as penalidades aplicadas nos últimos cinco anos pela Emdec.